# 高岡瓶々
高岡 瓶々（たかおか びんびん、1963年8月10日 - ）は、日本の俳優、声優。青森県出身。オフィス・ティービー所属。旧芸名は高岡政人。

## 略歴
青森県警察学校、三船芸術学院卒業。

## 人物
趣味は散歩。特技は管楽器で、中学・高校時代はブラスバンド部に所属していた。

## 出演
太字はメインキャラクター。

### テレビアニメ
2008年
- あかね色に染まる坂（ボス、黒服）
- 銀魂（2008年 - 2018年、狭州父蔵、男A、天導衆、司会、天導衆長、アナウンサー） - 4シリーズ
- 黒執事（2008年 - 2009年、自治会長、フロント係）
- のだめカンタービレ 巴里編（男3）

2009年
- 犬夜叉 完結編（旅僧）
- 家庭教師ヒットマンREBORN!（オルゲルト）
- CANAAN（次席補佐官）
- クッキンアイドル アイ!マイ!まいん!（編集長）
- シャングリ・ラ（部下）
- ジュエルペット（服部玄士郎）
- 神曲奏界ポリフォニカ クリムゾンS（オーソン）
- 宙のまにまに（師岡伸二）
- 大正野球娘。（鈴川洋一郎）
- 鉄腕バーディー DECODE:02（吉田老人）
- とある科学の超電磁砲（2009年 - 2020年、木原教授 / 木原幻生） - 3シリーズ
- 東京マグニチュード8.0（ハイパーレスキュー隊）
- バスカッシュ!（ケペル、SP、コーチ、側近、黒服A、賞金稼ぎB、警備隊長、兵）
- BLEACH（四十六室）
- 遊☆戯☆王5D's（猿魔王ゼーマン）
- よくわかる現代魔法（刑事、男）
- リストランテ・パラディーゾ（マウロ、紳士、ジジの父、同僚1）

2010年
- 荒川アンダー ザ ブリッジ（国土交通大臣）
- 一騎当千 XTREME XECUTOR（徐庶元直）
- 裏切りは僕の名前を知っている（院長、理事A）
- エリアス ちいさなレスキューせん（オットー）
- オオカミさんと七人の仲間たち（おやっさん）
- 学園黙示録 HIGHSCHOOL OF THE DEAD（脇坂）
- スーパーロボット大戦OG -ジ・インスペクター-（ケネス・ギャレット）
- 聖痕のクェイサー（大佐、修験者2）
- ソ・ラ・ノ・ヲ・ト（電話の声）
- ダンス イン ザ ヴァンパイアバンド（海老川功、政治家C）
- ちゅーぶら!!（担任、先生）
- テガミバチ（委員A、御者、町人A） - 2シリーズ
- デジモンクロスウォーズ（スコピオモン隊長）
- 伝説の勇者の伝説
- はなまる幼稚園（山本の父）
- 迷い猫オーバーラン!（田中）
- みつどもえ（2010年 - 2011年、野田校長、イヌラゴン、山嵐、ナレーション） - 2シリーズ
- もっとTo LOVEる -とらぶる-（店主）

2011年
- TIGER & BUNNY（ボス怪人、ポセイドンラインCEO）
- DOG DAYS（戦士隊長）
- ぬらりひょんの孫 千年魔京（蘆屋道満）
- 花咲くいろは（理事長）
- 放浪息子（校長）
- 真剣で私に恋しなさい!!（川神鉄心）
- 夢喰いメリー（老医師）
- ラストエグザイル-銀翼のファム-（2011年 - 2012年、戦艦ブローカー、官憲、乗員、ヒューゴ、ギルバート 他）

2012年
- 銀河へキックオフ!!（小林蹴球団コーチ）
- クイーンズブレイド リベリオン（ドグラ）
- シャイニング・ハーツ 〜幸せのパン〜（ヴァンス）
- 戦国コレクション（社長）
- トータル・イクリプス（副官、帝国軍中隊長）
- BTOOOM!（ティラノスジャパン社長）
- LUPIN the Third -峰不二子という女-（博士）

2013年
- ぎんぎつね（天本将造）
- ジュエルペット ハッピネス（代理人スミス）
- 絶対防衛レヴィアタン（トラビス）
- 大怪獣ラッシュ ウルトラフロンティア（ガッツガンナー・ガルム）
- 八犬伝―東方八犬異聞―（ゝ大） - 2シリーズ

2014年
- M3〜ソノ黒キ鋼〜（教官）
- さばげぶっ!（老人、会長）
- 残響のテロル（戒野）
- 神撃のバハムート GENESIS（シーパー）
- 風雲維新ダイ☆ショーグン（同心親分）
- 魔弾の王と戦姫（シャイエ）

2015年
- ヤング ブラック・ジャック（命尾）

2016年
- 機動戦士ガンダムUC RE:0096（ネオ・ジオン兵、機付長）
- クレヨンしんちゃん（2016年 - 2017年、パン屋さんの主人、宇宙人A）
- ジョーカー・ゲーム（陸軍士官学校校長）
- タブー・タトゥー（セーギの祖父）
- ディバインゲート（ガレス）

2017年
- ガヴリールドロップアウト（校長）
- 3月のライオン（泉田）
- 幼女戦記（ドレイク）
- Dies irae（老紳士）

2018年
- HUGっと!プリキュア（たこ焼き屋のオヤジ）
- メガロボクス（2018年 - 2021年、近所のオッサン、幹之助、運転手） - 2シリーズ
- ルパン三世 PART5（将軍B）

2019年
- 真・中華一番!（老人）

2020年
- 啄木鳥探偵處（大山警部）
- ゾゾゾ ゾンビーくん（ヘドロゾンビ、Dr.オクロトマス）
- アルテ（アロルド）
- 異常生物見聞録（インド僧）
- デカダンス（工場長）

2021年
- 名探偵コナン（富岡茂松）
- 無職転生 〜異世界行ったら本気だす〜（サウロス・ボレアス・グレイラット） - 2シリーズ
- ましろのおと（神木流絃〈田沼源蔵〉）
- マジカパーティ（2021年 - 2022年、ドラゴヘルムの偉い魔法使い、大魔導士）

2022年
- ルパン三世 PART6（幹事長）
- BLEACH 千年血戦篇（2022年 - 2024年、山本元柳斎重國） - 2シリーズ

2023年
- 勇者が死んだ!（領主）
- おしりたんてい（ヒグマ監督）
- ふしぎ駄菓子屋 銭天堂（小湊豊隆）

2024年
- 逃げ上手の若君（長崎円喜）
- 魔導具師ダリヤはうつむかない（ドミニク・ケンプフェル）

2025年
- ウマ娘 シンデレラグレイ（先生）
- 片田舎のおっさん、剣聖になる（バルデル・ガスプ）

### 劇場アニメ
2010年
- いばらの王 -King of Thorn-
- 劇場版BLEACH 地獄篇（紫雲）
- ブレイク ブレイド（ダン）

2013年
- 大怪獣ラッシュ ウルトラフロンティア DINO-TANK hunting（ガッツガンナー・ガルム）

2014年
- 大怪獣ラッシュ ウルトラフロンティア VEROKRON hunting（ガッツガンナー・ガルム）
- LUPIN THE IIIRD 次元大介の墓標（マランダ共和国大使）
- モーレツ宇宙海賊 ABYSS OF HYPERSPACE -亜空の深淵-（敵艦 艦長）

2018年
- 劇場版 夏目友人帳 〜うつせみに結ぶ〜（滝守）
- PEACE MAKER 鐵 後篇『友命〜ユウメイ〜』（松本良順）

2019年
- 劇場版 幼女戦記（サー・アイザック・ダスティン・ドレイク）

2021年
- 銀魂 THE FINAL（元天導衆長）
- 劇場版 呪術廻戦 0（金森）

### OVA
- テイルズ オブ シンフォニア THE ANIMATION テセアラ編（2007年、教皇）
- HELLSING（2009年、クールランテ剣の友修道騎士団長[10]）
- かってに改蔵（2011年、全ギリメンバーA、前田様）
- 機動戦士ガンダムUC（2011年、ネオ・ジオン兵）
- 装甲騎兵ボトムズ Case;IRVINE（2011年、貴賓）
- JUSTEEN ジャスティーン（2012年、ヤマト艦長）

### Webアニメ
- クレヨンしんちゃん外伝 家族連れ狼（2017年、男B、川魚生愚斎）
- 銀魂 THE SEMI-FINAL 真選組篇（2021年、元天導衆長）
- 範馬刃牙（2021年、看守、看守A）
- スペシャルアニメ「死役所」（2022年、イシ間[11]）
- TIGER & BUNNY 2（2022年、ポセイドンCEO）
- Shenmue the Animation（2022年、劉漢輝）
- BASTARD!! -暗黒の破壊神-（2022年、メタ＝リカーナ国王）
- ルパン三世VSキャッツ・アイ（2023年、オーナー）
- Duel Masters LOST 〜追憶の水晶〜（2024年、謎の影→クリス=タブラ=ラーサ）

### ゲーム
2000年
- Natural2 -DUO-（安岐山康二）

2001年
- 同窓会refrain（若林太助）
- 椿色のプリジオーネ（佐伯昇）

2002年
- 僕と、僕らの夏（本庄英助）
- 腐り姫〜euthanasia〜（山鹿青磁）

2003年
- 永遠のアセリア（ラキオス国王）

2004年
- チェリッシュピザはいかがですか（木ノ下泰男）
- 魔王の娘たち（イルザーク）

2005年
- IZUMO零（柳鉄舟）
- 夜刀姫斬鬼行（村允伴）

2006年
- よくばりサボテン（藤宮響一）

2007年
- とらぶるDAYS（宇喜多秀秋）

2009年
- 大正野球娘。 〜乙女達乃青春日記〜（鈴川洋一郎）

2010年
- キャッスルヴァニア ロード オブ シャドウ（村人）
- トリニティ ジルオール ゼロ（ダルキナ）

2011年
- The Elder Scrolls V: Skyrim（ガルマル、セプティマス・シグナス、古きフェルディル）
- レイトン教授と奇跡の仮面（アルフォード・ダルストン）

2012年
- GRAVITY DAZE/重力的眩暈:上層への帰還において彼女の内宇宙に生じた摂動（ゲイド、ドネリカ）

2013年
- Wizardry Online（キャラクターボイス）
- BEYOND: Two Souls
- TIGER & BUNNY 〜HERO'S DAY〜（ポセイドンラインCEO）

2014年
- ガンガン!! バトルRUSH!（ガイスト）
- Thief（オリオン）
- 白猫プロジェクト（ユンロン・ワン）
- KILLZONE SHADOW FALL

2015年
- 5人の恋プリンス〜ヒミツの契約結婚〜（宮さん）
- Hearthstone: ハースストーン（マルフュリオン・ストームレイジ）

2016年
- オーバーウォッチ（トールビョーン）
- クイズRPG 魔法使いと黒猫のウィズ（2016年 - 2018年、テスタメント・ヘイル、ガムシャ）

2017年
- GRAVITY DAZE 2/重力的眩暈完結編:上層への帰還の果て、彼女の内宇宙に収斂した選択（ゲイド）
- LEGO マーベル スーパー・ヒーローズ 2 ザ・ゲーム

2018年
- アサシン クリード オデッセイ（ピタゴラス / ディオクレス）
- グランブルーファンタジー（2018年 - 2021年、ローナン）

2019年
- ダンキラ（学園長）
- BLEACH Brave Souls（山本元柳斎重國〈2代目〉）

2020年
- サイバーパンク2077
- 龍が如く7 光と闇の行方（戸塚大和）
- バイオハザード RE:3（ダリオ・ロッソ）
- とある魔術の禁書目録 幻想収束（木原幻生）

2023年
- スーパーボンバーマン R2（フューゼル）

2024年
- 呪術廻戦 戦華双乱
- ファイナルファンタジーVII リバース（カポノ）

2025年
- BLEACH Rebirth of Souls（山本元柳斎重國）

### ドラマCD
- クイーンズブレイド リベリオン 美闘士戦記決戦編（ドグラ）
- 5人の恋プリンス〜ヒミツの契約結婚〜（シェフ）
- PEACE MAKER鐵（松本良順） - コミックス第6巻 ミニドラマ付限定版
- Vie Durant*undo Drama Album Vol.3「僕を呼ぶ声」（マルクの父親）
- ぼくたちと駐在さんの700日戦争（神主）
- 魔術士オーフェン はぐれ旅（バックル）
- 魔術士オーフェン 無謀編（ラクホツカ・ホルン）
- まおゆう魔王勇者 外伝「砂丘の国の弓使い」（盗賊団首領）
- みつどもえ DRAMA CD 伝説のはじまり（野田校長）

#### BLCD
- 窮鼠はチーズの夢を見る 2巻 俎上の鯉は二度跳ねる（柳田常務）
- FLESH&BLOOD 6巻（仕立屋）
- 憂鬱な朝 2巻（中島）
- ルボー・サウンドコレクション COLD SLEEP（坂井昇）

### オーディオドラマ
- NHK-FM 青春アドベンチャー「バードケージ」（2008年）
- フルメタル・パニック! 踊るベリー・メリー・クリスマス（2017年、コック）

### 吹き替え

#### 担当俳優
ピーター・ストーメア
- アメリカン・ゴッズ（チェルノボグ）
- ジョン・ウィック:チャプター2（アブラム・タラソフ）
- THE BLACKLIST/ブラックリスト（ミロシュ・ハヴェルキンスキー / ミロス・“ベルリン”・キルヒホフ）

#### 映画（吹き替え）
- アイアン・スカイ
- アイ・ケイム・バイ（ヘクター〈ヒュー・ボネヴィル〉）
- 愛の行方（シニア〈J・アーサー・E・ブルックス〉）
- アポロ18（ジョン・ハーシェル・グレン〈ライアン・ロビンズ〉）
- アウター・ゾーン（ロー）
- アウト・ロー 〜ギリ義理ファミリー〜（ニール〈リチャード・カインド〉）
- イップ・マン 継承（ポー刑事〈ケント・チェン〉）
  - イップ・マン 完結
- イノセント・ガーデン（保安官〈ラルフ・ブラウン〉）
- インファナル・ディール 野蛮な正義（ルーティン〈トム・ベレンジャー〉）
- インポッシブル
- 運命のボタン
- 運命の元カレ（ダーリング氏〈エド・ベグリー・ジュニア〉）
- エアベンダー
- エルカミーノ: ブレイキング・バッド THE MOVIE（エド〈ロバート・フォスター〉[18]）
- エルム街の悪夢
- オーバーホール（フマサ〈ミリェム・コルタス〉）
- オールド・ナイブス（ムハンマド）
- 俺たちポップスター
- キス＆キル
- グリーン・ホーネット（ヒゲの用心棒）
- クレイジー・パーティー（ウォルター〈コートニー・B・ヴァンス〉）
- 警察署長ジェッシイ・ストーン 訣別の海
- ゴジラ キング・オブ・モンスターズ（ブルックス〈ジョー・モートン〉[19]）
- サイエン 最後の戦い
- ザ・ウェイバック（ダン〈アル・マドリガル〉）
- ザ・ウォーカー
- サスペリア・テルザ 最後の魔女（ヨハネス神父〈ウド・キア〉）
- ザ・マミー/呪われた砂漠の王女（グリーンウェイ大佐〈コートニー・B・ヴァンス〉[20]）
- シーチェンジ
- ジェイソン・ボーン（ハーシュ[21]）※BSテレ東版
- ジョーカー（ギャリティ〈ビル・キャンプ〉[22]）
- ショコラ 〜君がいて、僕がいる〜（テオドール・デルヴォー〈フレデリック・ピエロ〉）
- スターシップ・トゥルーパーズ3
- スパイアニマル・Gフォース
- セイビング・フロム・エネミーライン
- ダイナマイト（ヘンゾ〈ヘンゾ・グレイシー〉）
- 第7鉱区（アン・ジョンマン〈アン・ソンギ〉）
- ダイ・ハード2（アル・パウエル〈レジナルド・ヴェルジョンソン〉）※テレビ朝日版追加録音部分
- タミー・フェイの瞳（スティーヴ）
- 地球、最後の男（マクレーン将軍〈コーリー・リチャードソン〉）
- 沈黙の監獄（クリス・ブレイク〈マイケル・パレ〉）
- ツーリスト
- デス・スピード（ホッジス保安官〈ウィンストン・レカート〉）
- テトリス（ロバート・マクスウェル〈ロジャー・アラム〉）
- ドクター・ドリトル ザ・ファイナル
- ニード・フォー・スピード
- 2012
- PARKER/パーカー（メランダー〈マイケル・チクリス〉）
- バイオハザードIV アフターライフ ※劇場公開版
- ハイジャック181
- ハリー・ポッターと死の秘宝 PART1（死喰い人）
- バンディット 実在した最強無敵の銀行強盗（デッド・バルトス〈ゾルダン・シュナイダー〉）
- フル・ブラスター（ブライアン〈ジャド・ネルソン〉）
- フライング・ジョーズ（ジェイソン〈ジェフ・チェイス〉）
- フラッシュ・ゴードン（ヴォルタン王子〈ブライアン・ブレスド〉）
- ブラザーズ・ブルーム（ダイヤモンド・ドッグ〈マクシミリアン・シェル〉、ナレーション）
- フランクおじさん（マック〈スティーヴン・ルート〉）
- プリズン211（タチュエラ〈ビセンテ・ロメーロ〉）
- 暴走特急 シベリアン・エクスプレス（グリンコ〈ベン・キングズレー〉）
- マーベル・シネマティック・ユニバース
  - アイアンマン2 ※劇場公開版
  - マイティ・ソー（ジョン・ギャレット〈デール・ゴッドボールドー〉）
  - アントマン（ゲートの警備員）
  - ソー:ラブ&サンダー（ラプー[23]）
- マリオネット 私が殺された日（オ・グクチョル〈キム・ヒウォン〉[24]）
- ミッドナイト・ガイズ（ハーシュ〈アラン・アーキン〉）
- 未来を生きる君たちへ（クラウス〈ウルリク・トムセン〉）
- メガ・シャークVSクロコザウルス
- メリー・ポピンズ リターンズ（管理人〈スティーヴ・ニコルソン〉[25]）
- モンスターズ/地球外生命体
- ライオットアクト2（司令官）
- リバティ・バランスを射った男（ハイポケット）
- ロードキラー デッド・スピード（バリー〈デヴィッド・フェリー〉）
- ロスト・フューチャー 10000デイズ・アフター（ウィリアム・ベック〈ジョン・シュナイダー〉）
- ロビンフッド（ウィンチェスター卿）

#### ドラマ
- アンフォゲッタブル4 完全記憶捜査
- アイアン・フィスト
- アクエリアス 刑事サム・ホディアック（警視総監〈ザンダー・バークレー〉）
- アメリカン・ホラー・ストーリー：2つの物語（リチャード・ニクソン〈クレイグ・シェイファー〉）
- イ・サン
- 一枝梅（イルジメ）（チョン・ミョンス〈チョン・ジンギ〉）
- ウォリアー（“ビッグ・ビル”オハラ〈キーラン・ビュー〉）
- エデンの東（駅長 他）
- X-ファイル2016（アウグストゥス・ゴールドマン博士〈ダグ・サヴァント〉、ロジャーズ）
- NCIS 〜ネイビー犯罪捜査班 シーズン7 #12（オマール・イブン・アルワーン王〈アロン・アブトゥブール〉）
- エレメンタリー シーズン6 #12
- オクニョ 運命の女（チョン・マッケ〈メン・サンフン〉）
- オザークへようこそ（バディ・ディカー〈ハリス・ユーリン〉）
- 王女の男（シン・スクチュ〈チョ・ジェヒョン〉）※NHK版
- 奇皇后 〜ふたつの愛 涙の誓い〜（マクセン〈ソン・ギョンチョル〉）
- ギルモア・ガールズ
- キャシアン・アンドー（パータガス少佐〈アントン・レッサー〉）
- 救命医ハンク7 セレブ診療ファイル
- グッド・ドクター 名医の条件 シーズン1 #5、シーズン4 #17
- クリミナル・マインド FBI行動分析課
  - シーズン6
  - シーズン8（ロン・キートン刑事、自動車会社CEO）
  - シーズン10
- クリミナル・マインド 国際捜査班
- 刑事フォイル #8
- 警察署長ジェッシイ・ストーン 訣別の海
- ゴースト 〜天国からのささやき シーズン2 #5（スティーヴ・バリス）
- コールドケース7 ザ・ファイナル（ピアソン、バーテンダー〈パトリック・ギャラガー〉）
- 殺人を無罪にする方法 #1（裁判長）
- THE MENTALIST メンタリストの捜査ファイル（ジェイク・クービー〈ミューズ・ワトソン〉 他）※異なる役で毎回出演
- THE MENTALIST メンタリストの捜査ファイル2（マーロン・ヒックス刑事、クリストファー・リンチ〈リック・ホフマン〉 他）※異なる役で毎回出演
- ジ・アメリカンズ #8
- CSI:科学捜査班10〜13
- CSI:ニューヨーク5（ハリス〈ジョン・グリース〉）
- CSI:ニューヨーク8（ミッチェル・アドラー警部補〈ディーン・ノリス〉）
- CSI:ニューヨーク6 #17
- CSI:マイアミ8（ダレン・リプリー〈リック・ホフマン〉、デイヴ・ベントン〈ウェス・ラムジー〉 他）
- CSI:トリロジー -ラスベガス×マイアミ×NY合同捜査-
- SHERLOCK（シャーロック）
- 新ビバリーヒルズ青春白書（スペンス・モンゴメリー〈ライアン・オニール〉）
- 自白映像ファイル（チャーリー・テリー、マーク・サタワ、ジェームズ・ジュード・コナード）
- スレッシュホールド 〜The Last Pain〜
- 製パン王 キム・タック（ヤン・インモク〈パク・サンミョン〉）
- ゾウズ・フー・キル 殺意の深層
- ダークエイジ・ロマン 大聖堂
- タイタニック 愛と偽りの航海
- チャームド 〜魔女3姉妹〜（ヨナ）
- DEFIANCE/ディファイアンス（レイフ・マコーリー〈グレアム・グリーン〉）
- デクスター 〜警察官は殺人鬼 シーズン7（アイザック・シルコ〈レイ・スティーヴンソン〉）
- 鉄の王 キム・スロ（イビガ〈イ・ヒョジョン〉）
- テラノバ/Terra Nova
- トンイ
- ナイト・オブ・キリング 失われた記憶（ダニー〈ケヴィン・ダン〉）
- ナース・ジャッキー
- NUMBERS 天才数学者の事件ファイル ※ファイナルシーズンまで毎回異なる役で出演
  - シーズン4 #1（メイソン・ランサー〈ヴァル・キルマー〉）
  - シーズン4 #9（ピーター・ラング〈ジョー・モートン〉）
- 馬医
- HAWAII FIVE-0
  - シーズン1 #3（シド〈シドニー・リューフォ〉）
  - シーズン3 #14（ブラッド・パワーズ議員〈グレッグ・ラングラー〉）
  - シーズン10 #3（ジョー・エニス〈カレン・ダグラス〉）
- パンチ 〜余命6ヶ月の奇跡〜（イ・テジュン検事総長〈チョ・ジェヒョン〉）
- 犯罪捜査官 アナ・トラヴィス
- HERO 〜ヒーロー（コン・チルソン〈チュ・ジンモ〉）
- 不滅の恋人（ソン・オク〈イ・ギヨン〉[26]）
- ブルース・リー伝説（シャオ・ルーハイ〈ワン・ラオヤン〉）
- ペリー・メイスン（メイナード・バーンズ〈スティーヴン・ルート〉[27]）
- ホット・ショット 籃球火（ジー・チョウ）
- 僕の彼女は九尾狐（ウン・テソプ〈ヘインの父〉〈パク・ヨンス〉）
- ホワイトカラー（クリントン・ジョーンズ〈シャリフ・アトキンス〉）
- ホワイトチャペル3 終わりなき殺意
- HOMELAND シーズン5（ユーセフ将軍）、シーズン6（ジョージ・パリス〈デヴィッド・ソーントン〉）
- 魔術師 MERLIN #3、#23（オーラフ王〈マーク・ルイス・ジョーンズ〉）
- ムーンナイト（ビリー）
- リゾーリ&アイルズ ヒロインたちの捜査線（フランク・リゾーリSr〈チャズ・パルミンテリ〉）
- TRUE DETECTIVE/ロサンゼルス
- ユニークライフ（ダグ・ガードナー〈マイケル・ラパポート〉）※シーズン2以降
- 私はラブ・リーガル2
- 私の残念な彼氏（ユン会長〈ユン・ジュサン〉）
- ワンダヴィジョン（アーサー・ハート〈フレッド・メラメッド〉）

#### テレビ番組
- アプレンティス2/セレブたちのビジネス・バトル（クリント・ブラック）

#### アニメ
- アベンジャーズ 地球最強のヒーロー（リーダー）
- おさるのジョージ（コンラッド・ディティー）
- ザ・カップヘッド・ショウ!（リビー）
- シュガー・ラッシュ（リトワクさん）
  - シュガー・ラッシュ:オンライン（リトワクさん[28]）
- シュレック フォーエバー（ゼペット〈2代目〉）
- スーパーブック（ファラオ、ネブカデネザル） - 2シーズン
- テコンV（キム博士）
- DOTA:ドラゴンの血（スライラック）
- 冬のソナタ（カガメル）※アニメ版
- モーターシティ（ケイン）
- レゴ ニンジャゴー シリーズ（サンダース博士） - 2シリーズ

### 舞台
- 天神さまのほそみち（ジョー）
- 東京幻妖大戦
- ひまわり
- ホテル・マジェスティ

### CM
- 富士通FMV（マー君編、同居人編）

### ボイスオーバー
- 世界法廷ミステリー（フジテレビ）
- 世紀の戦車対決（ディスカバリーチャンネル）
- BS世界のドキュメンタリー（NHK BS1）
  - 「黄砂の脅威」（2008年）
  - 「岐路に立つタールサンド開発〜カナダ 広がる環境汚染〜」（2011年）

### 映画
- カミングアウト（2014年） - 赤間秀二（陽の父）

### Vシネマ
- くノ一妖艶伝 楓 シリーズ（2007年）※高岡 政人名義
- 真田くノ一忍法伝 かすみシリーズ（2005年 - 2010年） - 夢風 ※高岡 政人名義

### テレビ番組
- どちゃもん あさめしまえ（NHK Eテレ）
- Let's天才てれびくん（かざまのおど）

### シリーズ一覧
1. ↑  第1期（2008年 - 2010年）、第2期『銀魂’』（2011年）、第2期延長戦『銀魂’延長戦』（2013年）、第3期『銀魂ﾟ』（2016年）、第4期『銀魂.』（2017年 - 2018年）
2. ↑  第1期（2009年 - 2010年）、第2期『S』（2013年）、第3期『T』（2020年）
3. ↑  第1期（2010年）、第2期『REVERSE』（2010年）
4. ↑  第1期（2010年）、第2期『増量中！』（2011年）
5. ↑  第1期（2013年）、第2期（2013年）
6. ↑  第1期（2018年）、第2期『NOMAD メガロボクス２』（2021年）
7. ↑  第1クール（2021年）、第2クール（2021年）
8. ↑  第1クール（2022年）、第3クール『-相剋譚-』（2024年）

### 初出話一覧
1. 1 2 3  第1話初出
2. ↑  第111話初出
3. ↑  第3話初出
4. ↑  第4話初出